# Kore. Ydro.
Kore. Ydro. ist eine Rock-Pop-Band von der griechischen Insel Korfu.

## Geschichte
Kore. Ydro. wurde im Herbst 1993 von den 15-jährigen Klassenkameraden Pantelis Dimitriadis, Giorgos Arvanitakis und Spiros Katagis auf Korfu gegründet. Konstantinos Amygdalos kam 1997 hinzu und Spiros Katagis verließ die Gruppe 2000. Alexandros Makris stieß 2001 dazu.
Ihre ersten Erträge waren „no-fi“ Homerecordings, eigentümliche Live-Auftritte, unverarbeitete Video Clips und humorvolle Kurzfilme. Ihr erstes selbst produziertes und offizielle Debütalbum If All Ever Ended Here (Αν Όλα Τέλειωναν Εδώ) wurde im März 2003 von dem griechischen Label Wipeout Records mit einer Auflage von 515 Kopien veröffentlicht. Seven Months Later (Εφτά Μήνες Μετά), ein zum freien Download verfügbares Mini-Album, wurde sechs Monate später ins Internet gestellt.
Im Februar 2004 wurde das erste offizielle Musikvideo, welches ebenfalls von der Band produziert wurde und für den Song Your Kindness (Η Καλοσύνη Σου) angesetzt war, ausgestrahlt.
Fast drei Jahre nach der Veröffentlichung ihres Debütalbums und einigen Aufschiebungen, veröffentlichten Kore. Ydro. ihr zweites Album Cheap Pop for the Elite (Φτηνή Ποπ για την Ελίτ) auf einem neuen Label (Capitol/EMI).
Der Titel des Albums bezieht sich auf das selbst proklamierte „neu post-erotische, post-christliche, post-kommunistische, post-progressive, post-post-punk Manifest“ der Band. Das Album wurde vor dem Vertrag mit EMI in dem Heimstudio der Band auf Korfu von Pantelis, Alexandros und den drei neuen Mitgliedern, dem Drummer Alexis Apostolidis und den Gitarristen Spiros Spirakos und Nickos Varotsis, aufgenommen. Dadurch wurden Giorgos und Konstantinos von ihren musikalischen Pflichten freigestellt und konnten sich auf die Artwork Aktivitäten der Band konzentrieren, welche von Beginn an ihre eigentlichen Hauptaufgaben gewesen waren.
Das Album erhielt enthusiastische Kritiken in der griechischen Presse und die erste Single No More Affairs [Όχι πια Έρωτες] mit dem zugehörigen Video, welches wiederum von der Band produziert wurde, war ein großer Erfolg.
Im März 2006 fand der erste Live-Auftritt von Kore. Ydro. im Club Gagarin 205, in Athen, statt. Zur gleichen Zeit war es bereits offiziell, dass es zu einer Zusammenarbeit mit dem Bass-Spieler Panagiotis Diamantis kommen wird, der bei dem zweiten Video von Cheap Pop for the Elite, für den Song Now that I Do not Have Anyone (Τώρα που δεν Έχω Κανέναν – veröffentlicht: 06.2006), Regie geführt hat. Das von der Band Regie geführte Video für den Song The Lovers of Nothing (Οι Εραστές του Τίποτα) folgte im November 2006. Im selben Monat wurde Cheap Pop for the Elite vom Musik Magazin Sonik (Ausgabe 22) zum „bis heute wichtigsten griechischen Album des Jahrzehnts“ gekürt.
Am 16. April 2009 erschien das neue Album The whole Truth about the Children of ’78 (Όλη η Αλήθεια για τα Παιδιά του ’78) und ist somit das bisher dritte Studioalbum.

## Diskografie
- 2003: If All Ever Ended Here (Αν Όλα Τέλειωναν Εδώ) (Wipeout Records)
- 2006: Cheap Pop for the Elite (Φτηνή Ποπ για την Ελίτ) (Capitol)
- 2009: The whole Truth about the Children of '78 (Όλη η Αλήθεια για τα Παιδιά του '78) (Capitol Records)